# Pilgram Marpeck
Pilgram Marpeck, também escrito Marbeck (Rattenberg, Tirol, 1495 - Augsburgo, 1556), foi um engenheiro hidráulico e de minas, e um líder organizador anabatista.

## Biografia
Seu pai, Heinrich Marpeck, era de Rosenheim na Baviera e se estabeleceu em Rattenberg (atual Áustria) nas margens do rio Inn, onde foi vereador, juiz (1494-1502) e prefeito (1511). Pilgram frequentou ali a escola latina.
Pilgram vivia com boas condiciones econômicas e era considerado um cidadão respeitável de Rattenberg. Era engenheiro, membro da fraternidade dos mineiros e foi vereador. Todo mudou quando foi chamado pelo Arquiduque Fernando I de Habsburgo para que denunciasse os mineiros simpatizantes dos anabatistas. Em 28 de janeiro de 1528 perdeu o seu cargo por negar-se a colaborar.
Entre 1528 e 1532, Marpeck trabalhou em Estrasburgo como supervisor de materiais de construção, mas foi expulso da cidade por suas atividades anabaptistas em 18 de dezembro de 1532. Os seguentes 12 anos viveu como "errante cidadão do céu", viajando pela Suíça, Morávia, sul da Alemanha, Tirol e Alsácia, onde contribuiu para fundar múltiplas congregações anabaptistas. Escreveu varias obras junto com Leupold Scharnschlager, dirigente dos Irmãos Suíços do cantão dos Grisões.
Em 12 de maio de 1545 foi empregado como engenheiro pela cidade de Augsburgo, cargo que manteve até sua morte. Pilgram Marpeck teve uma filha, Margarethe, de sua primeira esposa, Sofía Harer, quem faleceu. Depois casou com Ana, conm quem não teve filhos, mas o casal adotou a três crianças.

## Teses
Antes e após de chegar a Augsburgo, Marpeck contribuiu à difusão do anabaptismo com seus escritos. Debateu com Martin Bucer y Kaspar Schwenckfeld, assim como com Melchior Hofman, sobre a encarnação, o batismo, a não violência e a comunidade de bens.
Considerava que, embora tanto o Antigo como o Novo Testamento são Palavra de Deus, têm diferentes propósitos e para os cristãos o Novo Testamento é a máxima autoridade que nos conduz a viver a fraternidade cristã. Comparava as Escrituras com um prédio no qual o alicerce é o Antigo Testamento e os andares são o Novo Testamento e nós moramos nos andares e não no alicerce, que é fundamental, mas não é nosso cotidiano. Para ele a teologia era a exposição e explicação da Bíblia. Por seus escritos se sabe que conhecia também alguns livros intertestamentários, considerados apócrifos, que não vacilava em citar. Denunciou a injustiça social. Criticou tanto o legalismo, como o espiritualismo de Kaspar Schwenckfeld, com quem polemizou em seu Verantwortung ("Responsabilidade"), enfatizando no compromisso de amor da comunidade cristã. Defendeu a separação entre Igreja e Estado. William Estep considera que Marpeck foi para o anabatismo do sul da Alemanha o que Menno Simons foi para o anabatismo neerlandês.
O conhecimento do pensamento de Marpeck e das congregações de seu entorno se ampliou após de 1955 quando Heinold Fast e Gerhard Goeters descobriram o Kunstbuch, uma coleção anabatista de 370 fólios com 42 tratados e cartas, que estavam em uma biblioteca de Berna. 
George Williams considera que Marpeck foi o porta-voz e teórico mais proeminente de um anabatismo responsável, pacifista e evangélico.